# Selzen
Selzen ist eine Ortsgemeinde im Landkreis Mainz-Bingen in Rheinland-Pfalz. Sie gehört der Verbandsgemeinde Rhein-Selz an, die ihren Verwaltungssitz in der Stadt Oppenheim hat.

## Geographie
Der Weinort liegt in Rheinhessen an der Selz. Das Zentrum der Landeshauptstadt Mainz liegt ca. 12 Kilometer nördlich von Selzen, etwa 6 Kilometer östlich der Gemeinde fließt der Rhein. Nachbargemeinden sind Mommenheim, Nierstein, Dexheim, Köngernheim, Hahnheim und Zornheim. Zu Selzen gehört auch der Wohnplatz Paulinenhof.

## Geschichte
Die erste urkundliche Erwähnung Selzens ist im Jahr 782 als „Salzen“ im Lorscher Codex zu finden. Gräberfunde aus der jüngeren Steinzeit – 2000 v. Chr. –,  aus der Römerzeit – 100 nach Christus – und das Gräberfeld von Selzen aus der Frankenzeit des 6./7. Jahrhunderts dokumentieren einen geschichtsträchtigen Ort.
Vom frühen Mittelalter bis zum 16. Jahrhundert gehörte Selzen zum Domkapitel Worms. Der Domhof war Zehnthof des Domstiftes. Im 15. Jahrhundert erwarb die Kurpfalz die „Kapellhube“ (Kapellenhof) und verdrängte das Wormser Domstift.
Dieser Vorgang spiegelte sich im Gerichtssiegel (im heutigen Ortswappen) von damals: „der pfälzische Löwe hält in der rechten Pranke den geraubten Wormser Schlüssel“.
Die Herren von Bolanden besaßen hier im 12. Jahrhundert eine Burg. Ab 1294 hatte das Wormser Domstift die Vogtei inne. Nachdem es 1453 deren eine Hälfte an die Kurpfalz abtreten musste, bemächtigte sich der stärkere Partner Schritt um Schritt der ganzen Ortsherrschaft. Selzen ist, das zeigen fränkische Gräberfunde, aus drei Siedlungskernen zusammengewachsen. der Kirche im Osten, dem Wormser Zehnthof im Nordwesten und der Mühle im Süden, in deren Nähe ein steinerner Steg (1617) den Fußpfad nach Undenheim über die Selz führt. Bereits 1413 besaß die Kurpfalz drei Höfe, darunter auch den heute noch bestehenden Kapellenhof, in dem öfter Ausstellungen und Theateraufführungen während der Sommermonate stattfinden. 1572 wurde die Romanische Kirche bis auf den Turm, der heute noch steht, abgerissen. Der gotische Neubau wurde 1740/1741 durch einen barocken Saalbau ersetzt, der eine wertvolle  Stumm-Orgel von 1791 beherbergt. Diese Orgel wurde durch ein Stiftungskapital des Ortsbürgers Jacob Waadt finanziert, am 2. März 1787 accordiert und am 6. März 1791 eingeweiht. Gemeinsam mit der Stumm-Orgel von Framersheim ist die Selzer Orgel das größte einmanualige Instrument aus der Sulzbacher Werkstatt. Nach einer Restaurierung durch Gerhard Schmid in den Jahren 1973/1974 wurde das Instrument 2015 durch die Werkstatt Klais in vorbildlicher Weise technisch überarbeitet. Die Selzer Stumm-Orgel hat seither eine zunehmende Beachtung und Würdigung erfahren.
Östlich der Durchgangsstraße, in den Seitenstraßen, befinden sich mehrere Fachwerkbauten. Am Ende der Ostergasse sind Pfeilerreste der ehemaligen Ortsbefestigung, der Oppenheimer Pforte, zu sehen.
1792 endete die geistliche Grundherrschaft des Wormser Domstiftes. Damit entfiel die Abgabe des Zehnten an Worms. Aus Freude darüber wurde die Ulme an der Südostecke Selzens gefällt und ein Freudenfeuer veranstaltet.
1797 fiel Selzen an Frankreich. 1816 wurde es zurückgegliedert und gehörte fortan zu der neugebildeten Provinz Rheinhessen, die dem Großherzogtum Hessen zugeordnet war.
Seit 1946 gehört Selzen zum Land Rheinland-Pfalz. Im Zuge einer Verwaltungsreform wurde Selzen 1972 der Verbandsgemeinde Nierstein-Oppenheim zugeordnet.
Einer Legende nach seien die Bewohner im Mittelalter verpflichtet gewesen, die Frösche in der Selz oder im Teich dadurch zum Schweigen zu bringen, dass sie mit Stangen in das Wasser schlugen. Die Gutsherrschaft wollte ungestört vom Quaken schlafen. Deshalb tragen die Bewohner den Spitznamen Selzer Frösche.

## Politik

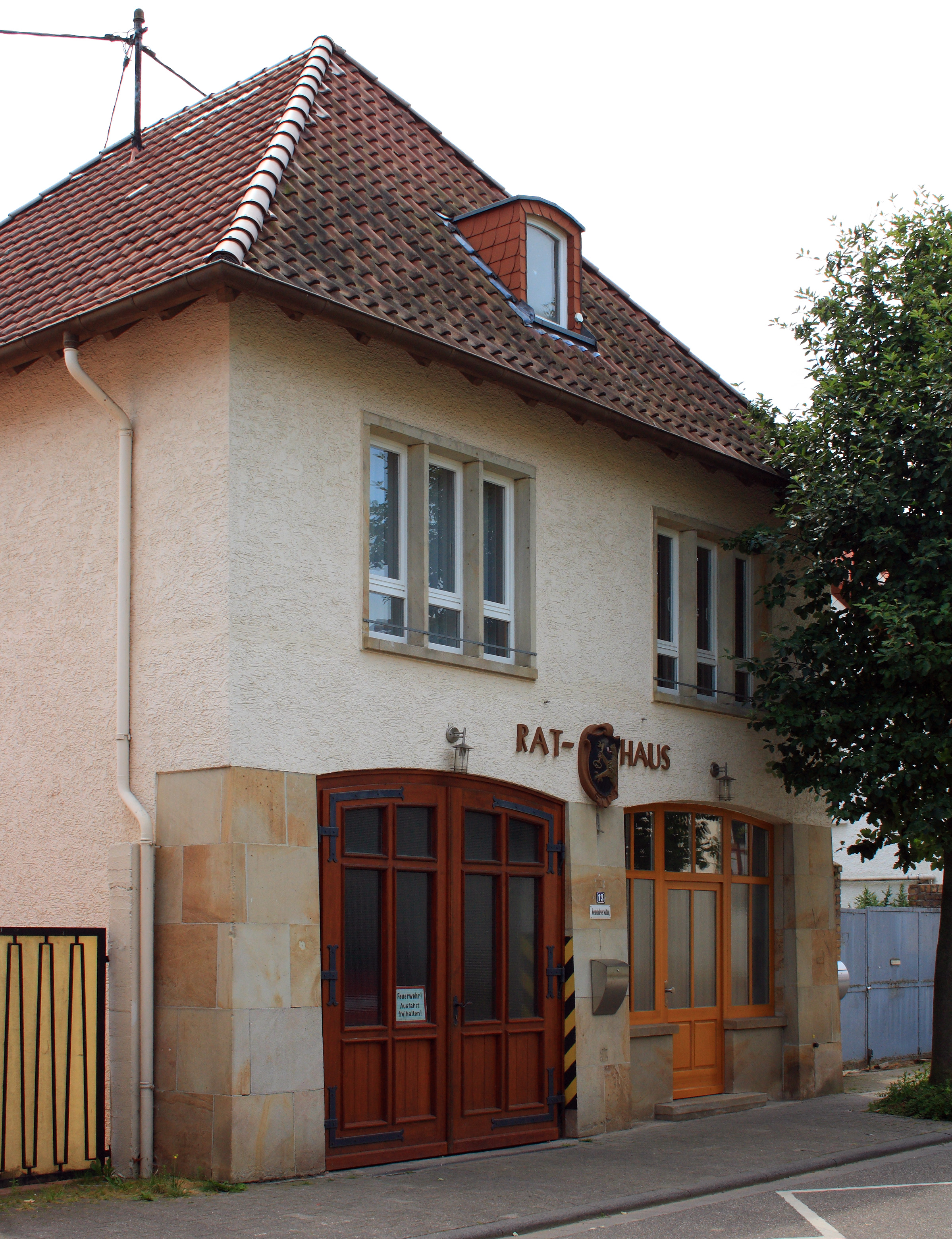
Rathaus in Selzen

### Gemeinderat
Der Gemeinderat in Selzen besteht aus 16 Ratsmitgliedern, die bei der Kommunalwahl am 9. Juni 2024 in einer personalisierten Verhältniswahl gewählt wurden, und der ehrenamtlichen Ortsbürgermeisterin als Vorsitzender.
Die Sitzverteilung im Gemeinderat:
| Wahl | SPD | CDU | FWG | LS | WGR | Gesamt   |
| ---- | --- | --- | --- | -- | --- | -------- |
| 2024 | 5   | 1   | 4   | 6  | –   | 16 Sitze |
| 2019 | 5   | 1   | 6   | 4  | –   | 16 Sitze |
| 2014 | 6   | –   | 5   | 5  | –   | 16 Sitze |
| 2009 | 6   | –   | 4   | 6  | –   | 16 Sitze |
| 2004 | 6   | –   | 2   | 6  | 2   | 16 Sitze |

- FWG = Freie Wählergruppe Selzen e. V.
- LS = Liste Selzen e. V.

### Bürgermeister
Diana Weber (LS) wurde am 10. Juli 2024 Ortsbürgermeisterin von Selzen. Bei der Direktwahl am 9. Juni 2024 war sie als einzige Bewerberin mit einem Stimmenanteil von 68,4 % für fünf Jahre gewählt worden.
Webers Vorgängerin  Monja Seidel (FWG) hatte das Amt von 2014 bis 2024 ausgeübt. Sie hatte Anita Wiedemann (SPD) abgelöst, die nach 20-jähriger Amtszeit 2014 nicht mehr zur Wahl angetreten war.

### Wappen
| Wappen von Selzen | Blasonierung: „In Schwarz ein wachsender rotbewehrter und -bekrönter goldener Löwe, in der rechten Pranke einen silbernen Schlüssel haltend.“ |
| Wappen von Selzen | Wappenbegründung: So das GERICHTS SIGEL ZV SELSEN 1537 und ein zweites Siegel mit unleserlicher Umschrift. Der Ort gehörte dem Domstift Worms und kam 1453 halb an Kurpfalz, was durch den halben pfälzer Löwen mit dem Wormser Schlüssel trefflich dargestellt wird. Brilmayer bildet als Wappen einen goldenen Reichsapfel (ohne Kreuz) in Rot ab; aus welcher Quelle, ist unbekannt. |

## Kultur und Sehenswürdigkeiten

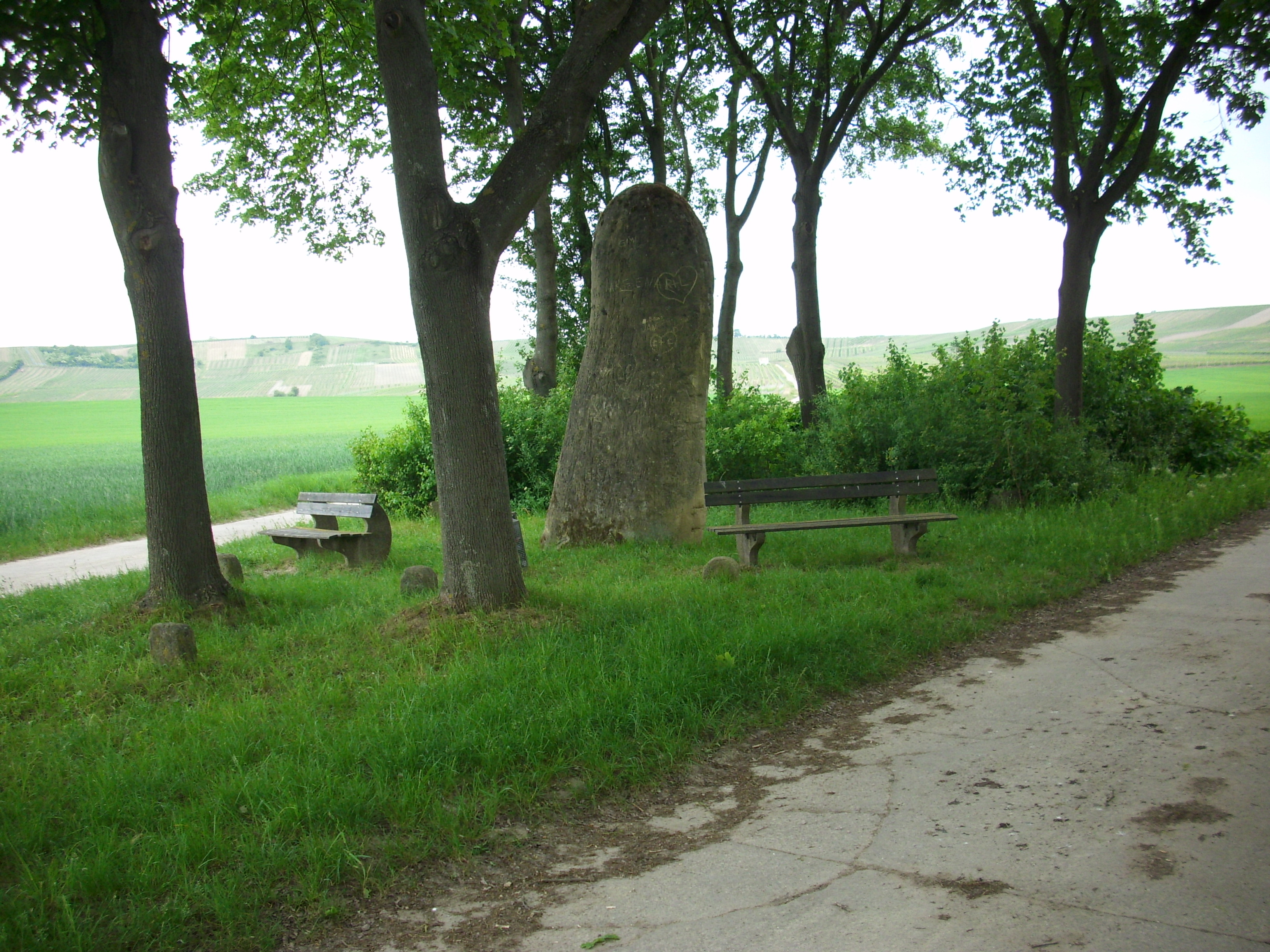
Der Menhir von Selzen

### Kultur- und Naturdenkmale
Nördlich des Ortes befindet sich der sogenannte Menhir von Selzen, ein Steinobelisk von vermutlich natürlichem Ursprung.
Siehe auch
- Gräberfeld von Selzen
- Liste der Kulturdenkmäler in Selzen
- Liste der Naturdenkmale in Selzen
- Liste der Stolpersteine in Selzen

### Regelmäßige Veranstaltungen
- An Christi Himmelfahrt oder Vatertag findet in Selzen das Radwegefest statt.
- Mitte Juni ist in Selzen das „Weinfest in der Kaiserstraße“, seit 2013 im Weingut Binzel, Kirchstraße. Veranstalter: MGV 1861/81 Frohsinn Selzen.
- Am zweiten Augustwochenende findet am Angelteich, nahe der Landstraße Richtung Köngernheim, in Selzen das „Anglerfest“ statt
- Im September (maßgebend ist der zweite Sonntag) wird die Selzer Kerb gefeiert. Diese dauert fünf Tage von Freitag bis Dienstag.
- Immer am 4. Advent veranstaltet der MGV 1861/81 Frohsinn und der Musikzug das „Spielen und Singen unter dem Weihnachtsbaum“ in der Ortsmitte.
- In jedem Dezember läuft gemeinsam mit der Nachbargemeinde Hahnheim die Aktion „Unser Dorf, ein Adventskalender“. In deren Rahmen findet an jedem Abend eine symbolische Fensteröffnung mit Verlesen einer Weihnachtsgeschichte, gemeinsamem Singen und Umtrunk statt.

## Verkehr
Die Gemeinde wird durchquert von der Gaustraße (Landstraße 425). Zur B 420 sind es in südlicher Richtung 2 km. Die Bundesautobahn 63 ist mit dem Auto in ca. 10 Minuten zu erreichen.
Busverbindungen bestehen mit der ORN-Linie 660 nach Mainz und Alzey sowie mit Linie 652 nach Oppenheim und Mainz über Nieder-Olm.
1879 bis 1985 hatte Selzen mit dem Bahnhof Selzen-Hahnheim an der Bahnstrecke Bodenheim–Alzey Anschluss an die Eisenbahn.

## Persönlichkeiten

### In Selzen geboren
- Johannes Kessel (1839–1907), Arzt und Hochschullehrer
- Klaus Penzer (* 1950), Politiker (SPD), Bürgermeister der Verbandsgemeinde Nierstein-Oppenheim (1994–2014) und der nachfolgenden Verbandsgemeinde Rhein-Selz (2014–2022)

### Mit Selzen verbunden
- Michael Reitzel (1943–2023), Politiker (SPD), lebte in Selzen